# Lunkatanya (Fehér megye)
Lunkarész románul: Lunca Ampoiței, falu Romániában, Erdélyben, Fehér megyében.

## Fekvése
Kisompoly közelében fekvő település.

## Története
Lunkarész korábban Kisompoly része volt, 1910-ben 220 lakossal. 1956 körül vált külön, ekkor 220 lakosa volt.
1966-ban 228, 1977-ben 218, 1992-ben 186, a 2002-es népszámláláskor pedig 168 román lakosa volt.